# Tetraopes annulatus
Tetraopes annulatus är en skalbaggsart som beskrevs av Leconte 1847. Tetraopes annulatus ingår i släktet Tetraopes och familjen långhorningar. Inga underarter finns listade i Catalogue of Life.